# Chlum (Plzeň-jih)
Chlum é uma comuna checa localizada na região de Plzeň, distrito de Plzeň-jih.